# Jägersee
Der Jägersee, früher auch Eilsee genannt, ist ein durch Aufstau entstandener See in Salzburg im Talschluss des Kleinarler Tals im Gemeindegebiet von Kleinarl. Er liegt auf einer Seehöhe von 1099 m in den Radstädter Tauern. Das Stauwehr wurde spätestens im 17. Jahrhundert an einer natürlichen Schwelle errichtet, die von den Murenkegeln des linksufrigen Maureck- und Rossfeldgrabens sowie des rechtsufrigen Jägergrabens gebildet wird. So wie der oberhalb gelegene, größere Tappenkarsee wird der Jägersee vom Kleinarlbach durchflossen und so mit Frischwasser versorgt.
Das Jägerhaus am See, früher am Eil genannt, wurde im Jahre 1718 von den Salzburger Erzbischöfen errichtet, seit dem 20. Jahrhundert ist das Gut im Privatbesitz der Familie Nesselrode, welche den Jagd- und Fischereibetrieb führt.
Aufgrund seiner Lage im Landschaftsschutzgebiet (LSG18) ist der Jägersee ein beliebtes Ausflugsziel. Er ist mit dem Pkw oder öffentlichen Verkehrsmitteln direkt erreichbar, aber auch vom nur wenige Kilometer talauswärts gelegenen Ort Kleinarl auf einem gut ausgebauten Fuß- und Radweg gelangt man ohne große Mühe zum Jägersee. Rund um den See führt ein kinderwagengerechter Spazierweg. Am See gibt es eine Seeterrasse sowie einen Ruderbootverleih.
Vom Jägersee aus bietet sich für Familien und Wanderfreunde die „2-Seen-Wanderung“ zum Tappenkarsee an (Gehzeit ab dem Jägersee ca. 3 Stunden, ab Parkplatz Schwabalm ca. 2 Stunden). Im Winter führt eine Loipe von Wagrain zum Jägersee. Der Spazierweg um den See ist auch im Winter benutzbar.
Der See wurde mit Seesaiblingen aus dem Tappenkarsee besetzt.
Der Abfluss des Jägersees treibt ein 1979 errichtetes Kleinkraftwerk mit einer Engpassleistung von 77,2 kW (jährliches Regelarbeitsvermögen von 460 MWh).